# Luisa Leontina de Borbón-Soissons
Luisa-Leontina de Borbón-Soissons (París, 24 de octubre de 1696-11 de enero de 1721) fue una noble francesa.

## Biografía
Fue una de las dos hijas del matrimonio formado por Luis Enrique de Borbón-Soissons (1640-1703), conocido como el caballero de Borbón-Soissons; y Angélica Cunégonda de Montmorency-Luxemburgo (1666-1736).
Su padre era hijo ilegítimo de Luis de Borbón-Condé (1604-1641), conde de Soissons. Por su parte, su madre era hija de François-Henri de Montmorency-Luxembourg (1628-1695), duque de Luxemburgo. Luisa-Leontina tuvo una hermana, Marie-Anne (1701-1711) conocida como Mademoiselle d’Estouteville.
Fue bautizada el 26 de octubre, dos días después de su nacimiento en la iglesia de San Eustaquio de París. Hasta su matrimonio fue conocida como Mademoiselle de Neuchatel, por el título pretendido por su padre, el príncipado de Neuchatel.
El 24 de febrero de 1710 contrajo matrimonio con Carlos Felipe de Albert, por entonces duque de Chevreuse. El matrimonio se celebró con gran solemnidad y como era costumbre en la alta nobleza, Luis XIV firmó con anterioridad a la misma el contrato de matrimonio.
Tras la muerte de su hermana en 1711, heredó los bienes de esta, procedentes de la herencia de su padre quien había fallecido en 1703. El año siguiente, 1712, su marido heredó de su abuelo el título de duque de Luynes.
Murió el 11 de enero de 1721 como consecuencia de un cólico de estómago que Marais atribuye a una posible caída de caballo, mantenida en secreto por la joven Luisa Leontina.
Sería enterrada tres días después de su muerte en la capilla de Luynes, patronato de su marido, en la parisina iglesia de San Sulpicio (correspondiente a la actual capilla de San Juan Evangelista)

### Matrimonio e hijos
De su matrimonio con Carlos Felipe de Albert de Luynes, IV duque de Luynes, tuvo tres vástagos de los que únicamente uno vivió hasta la edad adulta:
- Isabel Angélica (1715-1722).
- Carlos Luis (1717-1771), casado en dos ocasiones y con descendencia.
- María Carlota (1719-1721).

### Individuales
1. ↑  Marais, Mathieu (1863-1868). «Janvier 1721». Journal et mémoires de Mathieu Marais, avocat au Parlement de Paris, sur la régence et le règne de Louis XV (1715-1737): publiés pour la première fois d'après le manuscrit de la Bibliothèque impériale.... (en francés) 2. p. 49. Consultado el 8 de febrero de 2024.